# منتدى العلوم العالمي

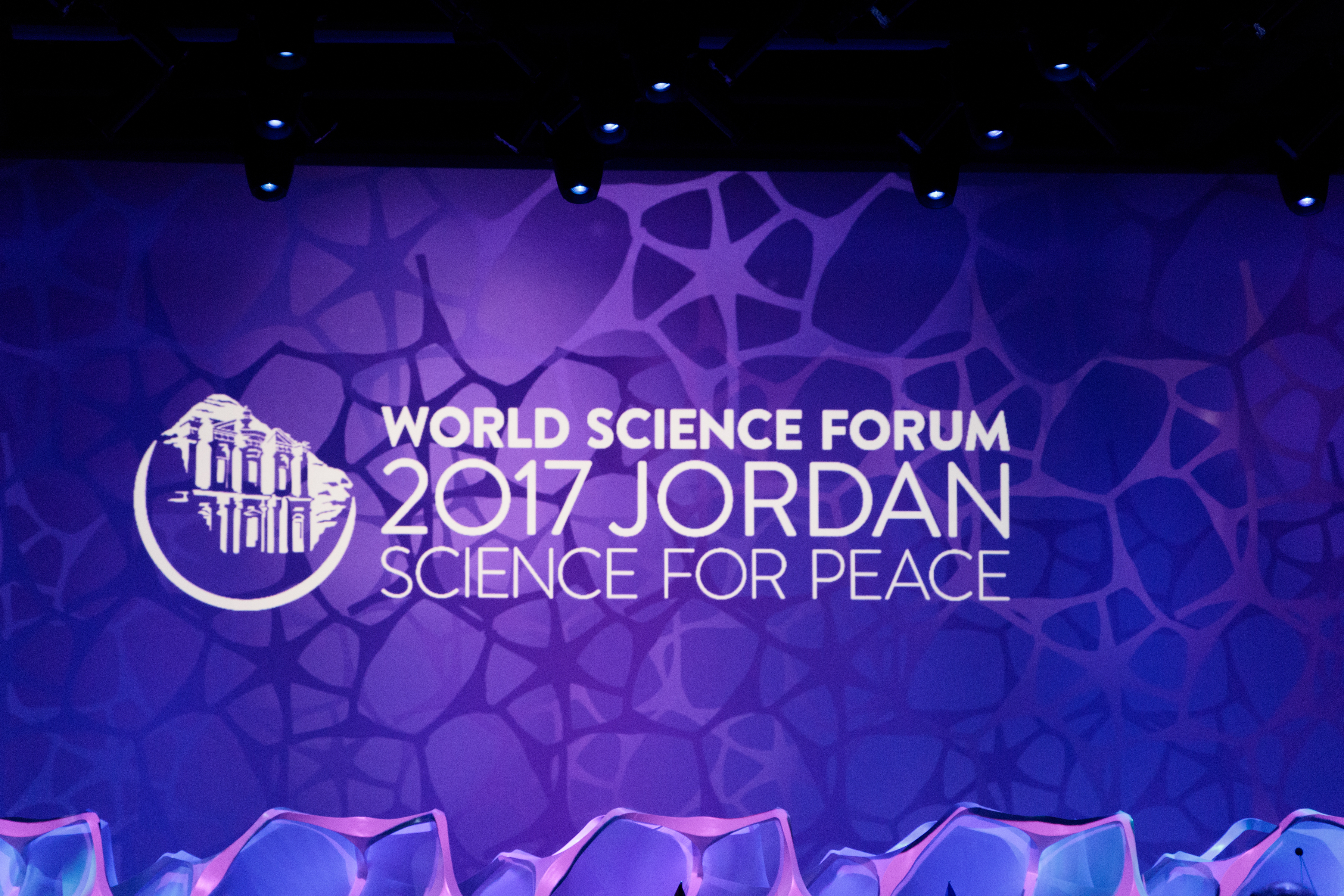
شعار منتدى العلوم العالمي لعام 2017

المنتدى العالمي للعلوم هو سلسلة مؤتمراتٍ عالمية حول سياسة العلوم العالمية، حيث عُقد مرتين في بودابيست عاصمة المجر منذ عام 2003.
تعود أصول المنتدى العالمي للعلوم لأول مؤتمر علومٍ عالمي نظمته منظمة الأمم المتحدة للتربية والعلم والثقافة (يونسكو) والمجلس الدولي للعلوم والمعرفة (ICSU) والذي عُقد في بودابيست عام 1999. إذ تم تنظيم أول منتدى عالمي للعلوم في 2003، ثم في عام 2005، والمرة الثالثة كانت في 2007، وعقد المنتدى للمرة الرابعة في الخامس وحتى السابع من تشرين الثاني عام 2007 في بودابيست، المجر، مركزاً على «المعرفة والمستقبل»، وعقد أيضاً للمرة الخامسة في السابع عشر وحتى التاسع عشر من تشرين الثاني عام 2011 في بودابيست، ولكنه ركز على «تغير طبيعة العلوم».
ويهدف المنتدى العالمي للعلوم ليكون ضمن مؤتمرات دافوس للعلوم، وإنجاز نفس تأثيرات الاستراتيجية العالمية في العلوم وفي السياسة العلمية، كما يفعل المنتدى الاقتصادي العالمي بمجال سياسة الاقتصاد العالمي.

## الأصل والرؤية والرسالة
مع نهاية القرن العشرون الحالي، أصبح العلوم والمعرفة جزءاً ضرورياً في حياة الإنسان اليومية. ولا تعد المعرفة العلمية نتيجة للفضول الفطري البشري ووللمحاولة علمية فقط، بل إنها معانٍ قوية لفهم طبيعة الإنسان، والمجتمع، والطبيعة في حياة الإنسان. ويعد التقدم بالعلوم هو المساهم الرئيسي بتطوير الاقتصاد الاجتماعي للمجتمع، والرفاهية العالمية للبشرية، وعلاقة الإنسان بالطبيعة، وأيضاً جودة الحياة.
وفي القرون الماضية، كان دور العلم السائد هو إنتاج معرفة جديدة لإرضاء فضول العقل البشري. وفي السنوات الأخيرة شهد دور العلم تغيرات؛ إذ أصبح البحث العلمي محرك التنمية في المجتمع بشكل متزايد. وبحلول نهاية القرن العشرين أخذ العلم عدداً من الأدوار الجديدة، وقد -أو بل يجب- تساهم هذه الأدوار الجديدة في القرن الحادي والعشرين بطريقة حاسمة في الحياة اليومية للبشرية.
وعلى الرغم من التطور المذهل والفرص الجديدة، إلا أن العلم يواجه في القرن الحادي والعشرين ثقةً متزعزة (مترددة) وصعوبات مخفية وأسئلة جديدة، ولا يمكن حل هذه المشكلات إلا إذا تمكن مستخدمو المعرفة والإجراءات الرئيسية لها من الوصول لنقطة مشتركة لأدوار المعرفة والعلوم الجديدة في المجتمع العالمي للقرن الحادي والعشرين.
وقد نوقِشت هذه القضايا في المؤتمر العالمي للعلوم في السادس والعشرين من حزيران وحتى الأول من تموز في بودابيست، المجر. نظم المؤتمر منظمة الامم المتحدة للتربية والعلم والثقافة (UNSCO) والمجلس الدولي للعلوم (ICSU) بمشاركة أكثر من 2000مندوب من 186بلد. 
وكمتابعة للمؤتمر العالمي للعلوم، قامت الأكادمية الهنغارية للعلوم بالاشتراك مع منظمة الأمم المتحدة للتربية والعلم والثقافة (UNESCO) والمجلس الدولي للعلوم والمعرفة (ICSU) ببدء سلسةٍ من المنتديات الفريدة من نوعها لمناقشةٍ حقيقةٍ في أمس الحاجة إليها، والتفاعلِ الدائم المتوقع بين المجتمع العلمي والمجتمع. حيث لعب الثلاث أعضاء دوراً هاماً في تاسيس سلسة منتدى العلوم العالمية "István Láng" 
وكان المنظم للمؤتمر العالمي للعلوم عام 1999، والمدير المؤسس لسلسة منتدى العلوم العالمي هو Balázs Gulyás , وكان سيلفيستر فيزي "Sylvester Vizi" رئيسها آنذاك.
وفي الوقت الحالي، فإن رئيس منتدى العلوم العالمي هو البروفيسور جوزيف بالينكاس "Professor József Pálinás"وهو أيضاً رئيس الأكاديمية الهنجارية للعلوم.

### مهمة المنتدى الاجتماعي العالمي
- تزويد أصحاب المصلحة الرئيسيين بمنتدى عالمي للحوار حول العلوم ودوره ومسؤوليته في القرن الواحد والعشرين.
- لفهم وتعزيز الحاجة إلى العلم والمشورة العلمية في صنع القرار السياسي والاقتصادي.
- تبادل الآراء والأفكار حول كيفية توصيل العلوم وقيمها الأساسية إلى المجتمع ككل ومختلف مجموعات أصحاب المصلحة.

## المنظمون
المؤسسة الرئيسية لتنظيم المنتدى الاجتماعي العالمي هي أكاديمية العلوم المجرية، في شراكة وثيقة مع اليونسكو و ICSU . ويقود الأنشطة التحضيرية للمنتدى مجلس إدارة، بمساعدة من لجنة توجيهية دولية.

## الرعاة
رعاة المنتدى الاجتماعي العالمي هم رئيس المجر والمدير العام لليونسكو ورئيس ICSU ورئيس المفوضية الأوروبية.

## الهيئات الحاكمة
رئيس مجلس إدارة المنتدى الاجتماعي العالمي هو جوزيف بالكينس، رئيس أكاديمية العلوم المجرية ورئيس المنتدى العلمي العالمي. المدير التنفيذي للـ WSF هو بالازس غولياس، والأمناء التنفيذيون هم جيرجيلي بوهم ودامد كيغلر.

## روابط خارجية
- Homepage